# Cercadillo
Cercadillo es una localidad española perteneciente al municipio guadalajareño de Sigüenza, en la comunidad autónoma de Castilla-La Mancha. Tiene una población censada de 17 habitantes (INE 2011).

## Historia
A mediados del siglo XIX, el lugar, por entonces con ayuntamiento propio, contaba con una población censada de 198 habitantes. La localidad aparece descrita en el sexto volumen del Diccionario geográfico-estadístico-histórico de España y sus posesiones de Ultramar de Pascual Madoz de la siguiente manera:

CERCADILLO: l. con ayunt. en la prov. de Guadalajara (10 leg.), part. jud. de Atienza (1), aud. terr. de Madrid (20) c. g. de Castila la Nueva, dióc. de Sigüenza (3): sit. á la falda de un cerro entre otros dos que no impiden la libre ventilacion, su clima es sano aunque muy frio, y no se conocen enfermedades especiales: tiene 60 casas, escuela de instruccion primaria concurrida por 30 alumnos, bajo la direccion de un maestro, sacristan y secretario de ayunt. dotado con 30 fan. de trigo que satisface el vecindario por los 3 cargos, y ademas la retribucion de 1/2 fan. de trigo que pagan los discípulos de escribir, 3 celemines los de lectura y 1 1/2 los que se hallan en los primeros rudimentos: hay 4 fuentes de buenas aguas que proveen al vecindario para beber y demas usos domésticos, y con su sobrante se riegan algunos huertecillos, y una igl. parr. (La Natividad de Ntra. Sra.) servida por un cura de provision ordinaria en concurso: el cementerio público se halla unido á la igl. Confina el térm. con los de Cincovillas, Alcolea de las Peñas, Imon, La Barbolla, Santamera y Riofrio: dentro de él se encuentran 2 ermitas (La Soledad y Sto. Domingo), los desp. de Val de San Pedro y la Torre de Alvar-Diez y un bosque poblado de encina y roble: el terreno montuoso en su mayor parte y con grandes barranqueras, es pizarroso hacia el S. y O. y ferruginoso por N. y E.; le atraviesa el riach. de las Huertas que va á unirse al Gormello, mas arriba de Santamera. caminos: los locales y el que desde Atienza dirige á La Olmeda y Sigüenza, con el cual enlaza el que pasando por cerca del pueblo conduce á las salinas de Imon. correo: se recibe y despacha en la estafeta de Atienza. prod.: trigo, centeno, cebada, avena, legumbres y algunas verduras. ind.: la agrícola y algunos de los oficios mas indispensables. comercio: esportacion del sobrante de frutos é importacion de los art. que faltan. pobl.: 57 vec., 198 alm. cap. prod.: 850,000 rs. imp.: 68,000. contr.: 4,895.
(Madoz, 1847, pp. 319-320)

En 1973 desapareció el municipio de Cercadillo, al ser incorporado junto a los de Bujarrabal y Horna al término municipal de Sigüenza.

## Demografía
| Gráfica de evolución demográfica de Cercadillo entre 1842 y 1970 |
| |
| Población de derecho según los censos de población del INE Población de hecho según los censos de población del INEEntre el censo de 1981 y el anterior, este municipio desaparece porque se integra en el municipio Sigüenza |

## Patrimonio
La iglesia parroquial de la localidad, dedicada a la Natividad de Nuestra Señora, del siglo XVI, tiene tres naves que albergan en su interior obras de arte y altares platerescos.